# Любов, сексуалност и матриархат: За половете
Любов, сексуалност и матриархат: За половете (на английски: Love, Sexuality and Matriarchy; на немски: Liebe, Sexualitaet, Matriarchat) е книга от 1994 г. на немския психоаналитик Ерих Фром. Издадена е от носителя на литературното му наследство Райнер Функ. На български език е издадена за първи път от издателство „Захарий Стоянов“ през 2006 г. Излиза също и като том II от събраните съчинения на Фром заедно със Забравеният език.
Книгата съдържа в себе си есета писани по различно време (виж съдържанието). В тази книга Фром разглежда теорията за майчиното право на Йохан Бахофен, последвалото ѝ развитие от Робер Брифьо. Разглежда и детайлно проблема между половете, произхода му, проявленията му и др.

## Книгата
- Ерих Фром, Любов, сексуалност и матриархат: За половете, изд. Захарий Стоянов, 2006, ISBN 954-739-706-0
- Забравеният език. Любов, сексуалност и матриархат: За половете, том II, издателство „Захарий Стоянов“, 2006, ISBN 954-739-855-5